# おさわり探偵 なめこ栽培キット
『おさわり探偵 なめこ栽培キット』（おさわりたんてい なめこさいばいキット）は、株式会社ビーワークスが開発し、サクセスにより配信された、iOSおよびAndroid搭載スマートフォン用育成ゲームアプリのシリーズである。
ラインナップは以下の通り。
- 『おさわり探偵 なめこ栽培キット』
- 『おさわり探偵 なめこ栽培キットSeasons』
- 『おさわり探偵 なめこ栽培キットDeluxe』
- 『おさわり探偵 NEOなめこ栽培キット』
- 『なめこ栽培キット HD』
- 『なめこ栽培キットSeasons HD』
- 『なめこ栽培キット ザ・ワールド』
- 『なめこ栽培キットDeluxe 極』
- 『元祖 なめこ栽培キット』
- 『みんなのなめこ栽培キット』

ブラウザ・ニンテンドー3DS用パズルゲームの『おさわり探偵 なめこ大繁殖』及びNintendo Switchに移植した『THE なめこのパズル～なめこ大繁殖～』、ニンテンドー3DS用リズムゲームの『おさわり探偵 小沢里奈 なめこリズム』、およびスマートフォン向けアプリの『なめこのおさんぽ』『なめこの巣』『まとめてモーケ！なめこ店』『なめこ発掘キット』『なめこ取り』についても本項で扱う。
また、キャラクターとしての「なめこ」のメディアミックス展開についても本項で扱う。

## 概要
『おさわり探偵 なめこ栽培キット』は『おさわり探偵 小沢里奈』のスピンオフ作品で、小沢里奈の助手として登場したキャラクター「なめこ」を栽培し収穫するスマートフォン向けゲーム、およびそのシリーズである。もともとはアプリ版『おさわり探偵 小沢里奈』のプロモーション用無料アプリとして公開されたが、人気が出たことからシリーズ化された。題名の「おさわり探偵」はスピンオフであることに由来し、このゲーム自体には探偵的な要素は無い。
本シリーズをきっかけにキャラクターとしての「なめこ」の知名度と人気は上昇した。「なめこ栽培キット」シリーズはすべて無料でアプリ内課金もなく、広告は表示されるが広告収入は重視しておらず、むしろキャラクターグッズなどの収益の方が大きいという。なめこのキャラクターグッズを一堂に集め販売する「なめこ市場」と題したイベントを各地で開催しているほか、2014年7月10日には初の常設のなめこグッズ専門店「なめこ市場 東京本店」を東京駅にオープンし、2019年7月15日まで営業した。
漫画やCD、アニメなどのメディアミックス展開も行っている。アニメではニャンちゅうワールド放送局で「なめこ世界の友達」で3分程放送された。登場したなめこは、特になめこ栽培キットNEOで登場したなめこがメインだった。そしてなめこでは無い、オリジナルキャラクター、犬のペロも人気がある。

## ゲーム内容
ゲームの基本画面である「栽培」画面には「原木」が横たわり、その周囲に「加湿器」「保温器」「照明器」といった設備が配置されている。原木に「なめこフード」を使ってしばらく待つと「なめこ」が生えてくるので、タッチパネル上のなめこに指で触れると収穫できる。このとき、軽く叩く（タップ）と個別に、なめこの群に沿って撫でる（スワイプ）とまとめて、収穫することができる。収穫したなめこは、NPという得点に変換され、収穫した種類が「なめこ図鑑」に記録される。なお、収穫されるなめこには、標準的なものとは色や姿の異なる“レアなめこ”が出現することもある。他方、世話を怠ると、なめこは枯れて「枯れなめこ」になってしまう。
『小沢里奈』で発明好きの執事として登場した「じい」は、本作では上述の各種設備や消耗品アイテムを販売しており、NPを消費することによって彼からそれらを購入できる。設備は各10段階あり、アップグレードすると“レアなめこ”の出現率が変わったり、特定のグレードでなければ出現しない“レアなめこ”も存在する。また、長時間ゲームを放置するなど世話を怠ると原木にカビが生え、症状の軽いうちは直接タップすれば払い落とせるが、原木が一面緑色に覆われてしまうと、じいに「カビ除去スプレー」を頼む必要が生じる。5種類(15分、30分、1時間、4時間、8時間または12時間)のなめこフードを使い分けることにより、なめこの生えるまでの時間、即ち世話を必要とする時間を調節できる。

## おさわり探偵 なめこ栽培キット
「なめこ栽培キット」シリーズの第1作目。2011年8月4日のiOS版『おさわり探偵 小沢里奈』配信開始に先駆けて、スピンオフの「おさわり探偵 無料アプリ」3作品を配信開始。『おさわり探偵 占い』（5月26日）、『おさわり探偵 味噌汁』（6月9日）に続いて、6月30日に配信開始されたiPhone版『おさわり探偵 なめこ栽培キット』は、スピンオフ作品でありながら本編から独立した人気を博し、オリコンによる「ちょっとした空き時間に遊ぶアプリゲーム調査」では10代・20代学生と20代・30代OL部門で1位となったほか、2011年11月30日時点で累計ダウンロード数が190万本に達し、App Storeにおけるレビューの平均評価も高く、日本だけでなくアジア各国でも人気を得た。
2018年5月6日iOS版提供終了

2020年2月28日Android版提供終了

## おさわり探偵 なめこ栽培キットSeasons
『おさわり探偵 なめこ栽培キットSeasons』（おさわりたんてい なめこさいばいキット シーズンズ）は「なめこ栽培キット」シリーズの第2作目にあたる。季節に合わせた演出などを盛り込むもので、2011年12月2日に配信開始された『おさわり探偵 雪のなめこ栽培キット』をはじめ、2012年2月2日に『恋のなめこ栽培キット』をアップデート配信、他に4月、6月、8月の計5シーズンのアップデートが予定されており、「雪のなめこ栽培キット」は配信開始と同時にApp Storeの週間ダウンロードランキングで1位を獲得、同年末までの約1ヵ月で100万ダウンロードを記録した。
また、本アプリ限定の特典として、壁紙がダウンロードできる。
当初は全5回のアップデート配信を予定していたが、その後第2章として新たに世界の四季をテーマにしたアップデートが配信された。第9回「アジアの秋」の配信をもってメジャーアップデートを終了することが告知された。
全9回のアップデート配信は以下の通り。
- 第1回 雪のなめこ栽培キット（2011年12月2日配信[17]）
- 第2回 恋のなめこ栽培キット（2012年2月2日配信[18]）
- 第3回 花のなめこ栽培キット（2012年4月12日配信[19]）
- 第4回 雨のなめこ栽培キット（2012年6月7日配信[20]）
- 第5回 四季のなめこ栽培キット（2012年8月9日配信[21]）
- 第6回 ヨーロッパの冬（2012年12月6日配信[22]）
- 第7回 北米の春（2013年3月4日配信[23]）
- 第8回 南国の夏（2013年6月24日配信[24]）
- 第9回 アジアの秋（2013年9月20日配信[16]）

2018年5月6日iOS版提供終了

2020年2月28日Android版提供終了

## おさわり探偵 なめこ栽培キットDeluxe
『おさわり探偵 なめこ栽培キットDeluxe』（おさわりたんてい なめこさいばいキット デラックス）は「なめこ栽培キット」シリーズの第3作目にあたる。原木にレベルの概念が導入され、原木のレベルが高いほどなめこの発生速度やレアなめこのはえやすさが上がっていく。またシリーズで初めてBGMが追加された。
本作はリリース後も原木やレアなめこの追加などのイベント配信や、システムの追加アップデートが継続的になされている。2013年9月のアップデートでは「品種改良」システムが追加された。これは品種改良の手引書に従って「特定のなめこが一定数以上はえている状態」などの条件を満たしている場合にのみ、新種のレアなめこがはえてくるシステムである。
2020年2月28日提供終了

## おさわり探偵 NEOなめこ栽培キット
『おさわり探偵 NEOなめこ栽培キット』（おさわりたんてい ネオなめこさいばいキット）は、前作『Deluxe』から約2年ぶりの新作となるシリーズ第4作目。
シリーズで初めて高解像度の画面に対応し、原木が上下2段に配置され、なめこの栽培スペースが広くなった。ゲージを貯めることで設備のアップグレードに利用できる素材を獲得できる「プライズゲージ」や、様々な効果を持ったなめこフードを作ることができる「フード製造機」といった新要素が追加された。また「栽培テーマ」を切り替えることで、なめこの見た目やBGMが変化する。女児向け雑誌「キャラぱふぇ」や、ゲーム「チャリ走3rd Race」、「にゃんこ大戦争」とコラボレーションしたテーマなども配信された。

## おさわり探偵 なめこ大繁殖
『おさわり探偵 なめこ大繁殖』（おさわりたんてい なめこだいはんしょく）は、サクセスより2013年2月28日に発売されたニンテンドー3DS用ゲームソフト。
同じ「なめこ」ブロックを縦か横に3つ以上並べて消していく（なめこの収穫となる）アクションパズル（8×8マスのマッチ3ゲーム）で、先行して配信されているブラウザゲーム版にモードの追加や演出の強化を施した内容となっている。里奈以外にも、まなみ、ちとせ、デイジーといった『おさわり探偵 小沢里奈』のキャラクターが登場する。
- かたまり収穫 - 2×2に同じ「なめこブロック」を並べると、周りの「なめこブロック」も一緒に収穫。
- いちれつ収穫 - 4つ以上同じ「なめこブロック」を並べると、その列の「なめこブロック」をすべて収穫。

対戦モードはローカルプレイおよびダウンロードプレイに対応。技や連鎖を起こすと対戦相手に「おじゃまカビ」を送れる。ダウンロードプレイは1カートリッジで2人のプレイが可能だが、キャラクターの選択は出来ない。
じいの探偵試験モードは、じいに指定された条件で「なめこ」を消していくお題モード。
2012年9月27日よりYahoo!モバゲーでサービス提供されていたものとメーカーとジャンルは同じである。
2018年12月20日にD3パブリッシャーよりNintendo Switch用ソフト『THE なめこのパズル～なめこ大繁殖～』の名前で発売された。

## おさわり探偵 小沢里奈 なめこリズム
『おさわり探偵 小沢里奈 なめこリズム』（おさわりたんてい おざわりな なめこリズム）は、サクセスより2014年11月13日に発売されたニンテンドー3DS用音楽ゲームソフト。
音楽のリズムに合わせてなめこをタッチして収穫するゲームである。なめこのCDやなめこのCD2の楽曲を中心に20曲以上が収録されている。ゲームを進めることで入手できるコスチュームで、なめこや小沢里奈を着せ替えて遊ぶこともできる。

## なめこのおさんぽ
『なめこのおさんぽ』は、『NEO』に続くスマートフォン向けのなめこを主役としたゲームアプリ。「栽培キットシリーズ」に引き続き、アプリ内には広告が表示されるがアプリ本体は無料であり、なおかつアプリ内課金もない。
フードを使って仲間にしたなめこ達を散歩に出かけさせ、散歩中に集めた食材を使って新しいフードを作り、そのフードでまた新たな種類のなめこを仲間する…ということを繰り返しながら、なめこ図鑑やフード図鑑の完成をめざすゲームである。
2020年2月28日提供終了

## なめこ栽培キット HD
シリーズ1作目である『おさわり探偵 なめこ栽培キット』の改良版。改善点として、
- グラフィックをHD画質化、アニメーションを滑らかにし、さらにアプリ自体の動作も軽くした。
- 『なめこ栽培キット』に登場する54種に加えて、新種のレアなめこが登場
- 旧作には無かったBGMを追加した。
- 一部のレアなめこの出現条件が改善され、それが生えやすくなった。
- データ引き継ぎ機能を実装した。機種変更などの際に、セーブデータを移行することができる。

がある。
2021年3月31日提供終了

## なめこ栽培キットSeasons HD
シリーズ2作目である『おさわり探偵 なめこ栽培キットSeasons』の改良版。改善点として、
- グラフィックをHD画質化、アニメーションを滑らかにし、さらにアプリ自体の動作も軽くした。
- 雪の栽培キットでは画面内で雪が降ったり、花の栽培キットでは桜の花びらが舞ったりするエフェクトが追加された。
- 『なめこ栽培キット Seasons』に登場するレアなめこに加えて、新種のレアなめこが登場
- 旧作には無かったBGMを追加した。
- Seasonsでダウンロードできた壁紙もHD画質化された。
- データ引き継ぎ機能を実装した。機種変更などの際に、セーブデータを移行することができる。

がある。
2021年3月31日提供終了

## なめこの巣
『なめこの巣』（なめこのす）は、スマートフォン向けのなめこを主役としたゲームアプリ。アプリ本体は無料だが、スマートフォン用なめこアプリの中で初めてアプリ内課金が導入された（￥120～￥3,000のアイテム）。
なめこのタケルを主人公とし、なめこ達を冒険に行かせ、その道中で拾ったアイテムでなめこのランクを上げたり、新しいなめこをスカウトしたり、自分の「巣」を作っていったりするというゲームである。

## なめこ栽培キット ザ・ワールド
『なめこ栽培キット ザ・ワールド』（なめこさいばいキット ザ・ワールド）は、栽培キットとしては前作『NEO』から約4年ぶりの新作となるシリーズ第5作目。世界各地の場面で栽培ができ、その土地ならではのレアなめこが生える。
Deluxeのように原木にはレベルが設定されており、レベルが上がると生えるレアなめこが増えたりなめこの発生速度が上がったりしていく。また、初めて「天気」というシステムが導入され、天気の変化によりレアなめこの発生しやすさが変わったり、「植え替え」によりなめこを植え替えて、Deluxeでいうところの「品種改良」のような「突然変異」を起こし、特殊なレアなめこを生やしたりすることができる。

## まとめてモーケ！なめこ店
『まとめてモーケ！なめこ店』（まとめてモーケ なめこてん）は、スマートフォン向けのなめこを主役としたパズルゲームアプリ。
なめこが頼んでいるものをタップして消していくパズルゲーム。
まとめて消すと、横ラインがすべて消える原木や、３×３ますがすべて消える爆弾などのアイテムが出てくる。限られたムーブ回数の中で、少ない回数でクリアすると、お金がたくさんもらえる。そのお金を使って、ランクアップをしたり、転職をすることができる。しかし、転職をした場合は、最初からになるので、注意が必要。

## なめこ栽培キットDeluxe 極
『なめこ栽培キットDeluxe 極』（なめこさいばいキット デラックス きわみ）とは、シリーズ3作目である『おさわり探偵 なめこ栽培キットDeluxe』の改良版。改善点として、
- グラフィックをHD画質化。
- 『なめこ栽培キットDeluxe』に登場するレアなめこに加えて、3種の原木と新種のレアなめこが追加。
- 新しい栽培アイテムの追加。アプリ内課金による栽培アイテムも追加された。
- 原木上のなめこを収穫しないようにできる機能「なめこをロック」が追加。
- 「図鑑」、「じいのお願い」、「メダル」の全てを完遂すると「ご褒美イラスト」が公開される。

がある。

## なめこ発掘キット
『なめこ発掘キット』（なめこはっくつキット）とは、スマートフォン向けのなめこを主役としたゲームアプリ。
文明が滅びた星を舞台とし、なめこのジョッシュとアンドロイドの少女マナが星から脱出するための「ハコブネ」のパーツを探す物語が進行する。様々なアイテムや「枯れなめこ」を「ハックツ」したり、「缶詰」によって枯れなめこを「フッカツ」させたりすることでハックツを繰り返し、次のステージへと進めていくゲームである。

## なめこ取り
『なめこ取り』（なめこどり）は、サクセスより販売されたゲームアプリ。
二角取りをベースとしたパズルゲーム作品。

## 元祖 なめこ栽培キット
『元祖 なめこ栽培キット』（がんそ なめこさいばいキット）とは、「なめこ栽培キット」10周年記念として登場したアプリであり、シリーズ第1作目の『なめこ栽培キット』とシリーズ第2作目の『おさわり探偵 なめこ栽培キット Seasons』の再改良版。
本作では横画面にも対応しており、横画面では2作を同時にプレイすることが可能になる。
また、ジオラマになめこを配置する「ミュージアム」や、ゲーム内で条件を満たす機能「おねがいパネル」が追加されている他、初代では独自の機能だったNPが必要ななめこフードが廃止されている。

## みんなのなめこ栽培キット
『みんなのなめこ栽培キット』（みんなのなめこさいばいキット）は、栽培キットとしては前作『ザ・ワールド』から約4年ぶりの新作となるシリーズ第6作目。

原木のレベルシステムやなめこをロックする機能は続投しているほか、「みんなで栽培」が追加。イベント中に最大100人のグループでミッションに挑戦し、世界中のプレイヤーと順位を競える。

## 沿革
- 2006年4月13日 - ニンテンドーDS用ゲーム『おさわり探偵 小沢里奈』発売。
- 2007年5月24日 - ニンテンドーDS用ゲーム『おさわり探偵 小沢里奈 シーズン2』発売。
- 2011年5月26日 - おさわり探偵無料App第1弾iOS用『おさわり探偵占い』リリース。
- 6月9日 - おさわり探偵無料App第2弾iOS用『おさわり探偵味噌汁』リリース。
- 6月30日 - 『おさわり探偵 なめこ栽培キット』（iOS版）リリース[4]。
- 11月22日 - 「ASCIIスマートフォンAppアワード2011」銅賞受賞[37]。
- 11月24日 - 公式ポータルサイト「なめこぱらだいす★なめこ公式サイト」オープン[38]。
- 12月2日 - 『おさわり探偵 なめこ栽培キット Seasons』（iOS版）リリース[39]。
- 12月21日 - 『おさわり探偵 なめこ栽培キット』（Android版）リリース[5]。
- 2012年1月 - シリーズ累計540万ダウンロード達成を発表[40]。
- 2月8日 - 『なめこのPV』公開。
- 3月14日 - Mobile IT AsiaにてMobile IT Awardアプリ部門の優秀賞を受賞[41]。
- 3月24日 - 「Android Bazaar and Conference 2012 Spring」にて、同月現在でシリーズ累計750万ダウンロード達成を発表[42]。
- 3月24・25日と同月31日・4月1日にわたり「春のなめこ市」を開催[43]。
- 3月29日 - 『Seasons』（Android版）リリース[44]。
- 6月12日 - 配信開始1周年を記念し6月以降の展開についての発表会をユナイテッドシネマ豊洲にて開催。7月下旬に『おさわり探偵 なめこ栽培キットDeluxe』をリリース予定であることを発表。併せてシリーズ累計1,300万ダウンロードを達成したことが発表される。
- 7月11日 - 福原遥、土岐麻子、ヒャダインなどを迎えたコンピレーションCD『なめこのCD』発売。
- 7月20日 - 『おさわり探偵 なめこ栽培キット Deluxe』（iOS、Android版）リリース[25]。
- 9月27日 - ブラウザゲーム『おさわり探偵 なめこ大繁殖』リリース[45]。
- 12月2日 - 第17回アニメーション神戸賞・作品賞（ネットワーク部門）受賞[46][47][48]。
- 2013年2月13日 - 福原遥のシングルCD『なめこのうた』発売。
- 2月28日 - ニンテンドー3DS用ソフト『おさわり探偵 なめこ大繁殖』発売[27]。
- 7月14日 - 台湾鉄路管理局集集線で、ラッピング列車「菇菇列車」が運行。あわせてスタンプラリーが開催される。[49]。
- 12月18日 - コンピレーションCD第2弾『なめこのCD2』発売。
- 12月31日 - 第64回NHK紅白歌合戦にくまモン、ふなっしーとともに応援団として出演[50]。
- 2014年1月25日 - たまごっちとのコラボ商品、『たまデコピアス なめこんふんふ育成ver.』発売[51]。たまごっち P'sでなめこっちを育てることができるようになる。
- 4月11日 - 『おさわり探偵 NEOなめこ栽培キット』（iOS、Android版）リリース[26]。併せてシリーズ累計3,500万ダウンロードを達成したことが発表される。
- 5月1日 - ニンテンドー3DS用ゲーム『おさわり探偵 小沢里奈 ライジング3』発売。
- 7月10日 - なめこグッズ専門ショップ「なめこ市場 東京本店」開店[2]。
- 11月13日 - ニンテンドー3DS用ゲーム『おさわり探偵 小沢里奈 なめこリズム』発売。
- 11月20日 - 『なめこのおさんぽ』（iOS、Android版）リリース[28]。
- 2015年12月10日 - 『なめこ栽培キット HD』、『なめこ栽培キット Seasons HD』（iOS版）リリース。
- 2015年12月24日 - 『なめこ栽培キット HD』、『なめこ栽培キット Seasons HD』（Android版）リリース。
- 2017年3月13日 - 『なめこの巣』（iOS、Android版）リリース[31]。
- 2018年3月19日 - 『なめこ栽培キット ザ・ワールド』（iOS、Android版）リリース[33]。
- 2019年5月30日 - 『まとめてモーケ！なめこ店』（iOS、Android版）リリース[52]。
- 2020年4月28日 - 『おさわり探偵 なめこ栽培キット Deluxe 極』（iOS、Android版）リリース[53]。
- 2021年6月30日 - 『元祖 なめこ栽培キット』（iOS、Android版）リリース[54]。
- 2022年3月6日 - 『みんなのなめこ栽培キット』（iOS、Android版）リリース[55]。

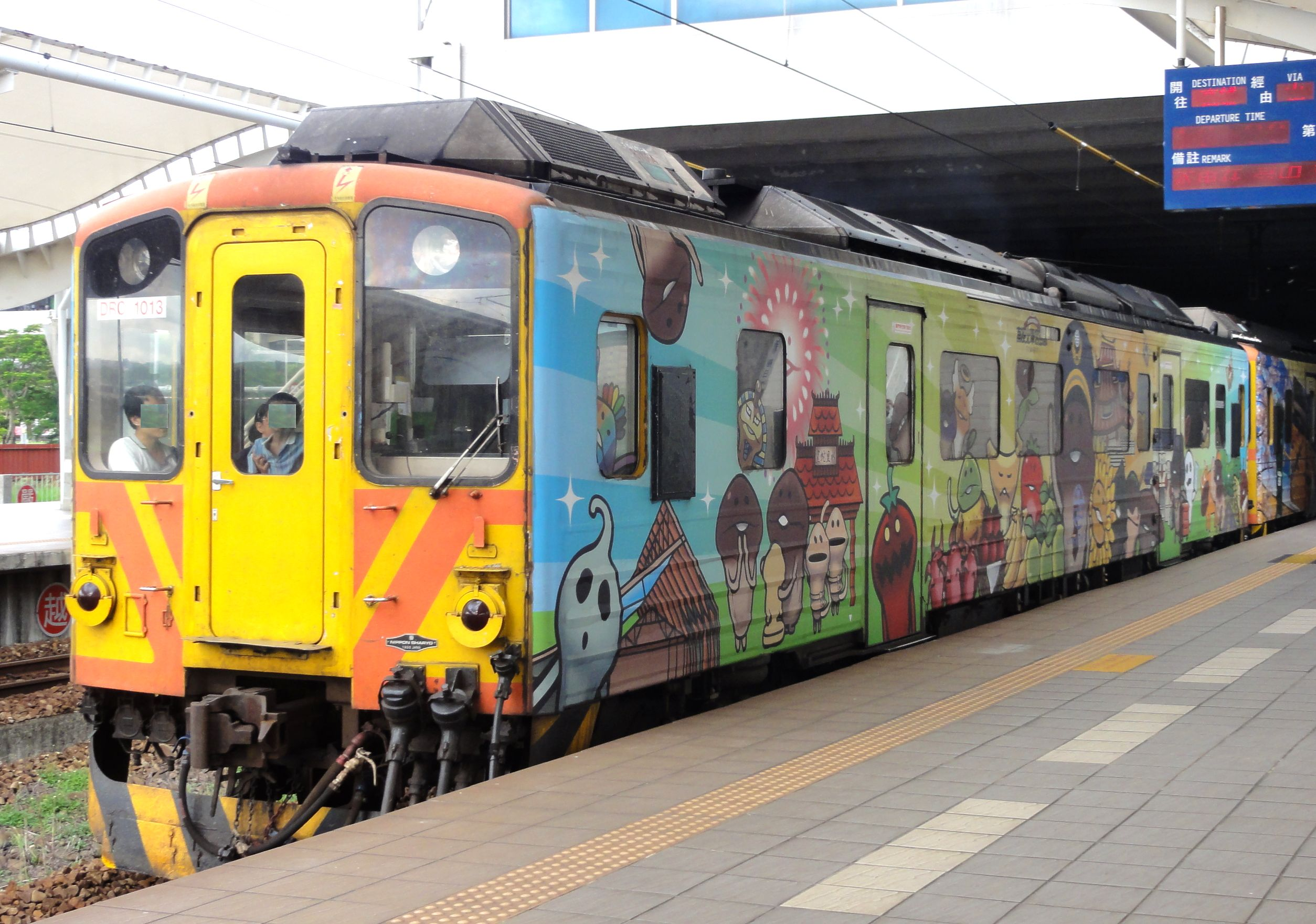
台湾・集集線のラッピング車両

## メディアミックス

### 書籍

#### なめこ図鑑
『世界のなめこ図鑑』、『続・世界のなめこ図鑑』、『季節のなめこ図鑑 雪・恋・花編』、『季節のなめこ図鑑 雨・四季編』、『季節のなめこ図鑑 欧州・北米編』、『季節のなめこ図鑑 南国・アジア編』、『なめこ図鑑Deluxe 普通の原木・高級な原木 編』、『なめこ図鑑Deluxe ゴツゴツ原木・色彩の原木 編』の8冊が発行されている。シリーズ累計120万部を突破している。

#### なめこ文學全集 なめこでわかる名作文学／なめこ文學全集 なめこでわかる世界名作文学（小鳩まり）
『スピカ』（幻冬舎コミックス）2012年 No.8より連載されている漫画作品（現在はウェブコミック誌『デンシバーズ』で連載中）。作中の登場人物をなめこたちに当てはめて、古今の文学作品をコミカライズしたもの。既刊7巻。

#### んふんふ なめこ絵本（トモコ=ガルシア）
岩崎書店刊。2015年9月23日現在、『すてきなであい』（ISBN 978-4-265-07556-0）、『みんなのおうち』（ISBN 978-4-265-07557-7）、『さいこうのスープ』（ISBN 978-4-265-07558-4）、『うみのそこのひみつ』（ISBN 978-4-265-07559-1）の4冊が発行されている。

#### なめこタイムDX 4コマ集 なめよん（原作：ダンボールなめこ、作画：河合真吾）
公式サイトで連載されている4コマ漫画の単行本化。公式サイトに掲載された漫画に加え、毎菌新聞に掲載された漫画4本と描き下ろし漫画17本が収録されている。（ISBN 978-4047300088）

### 映像作品

#### なめこのPV
2012年2月8日には、アニメーション制作会社・GONZOによる約90秒のプロモーション映像『なめこのPV』（外部リンク参照）が公開された。この動画は、2011年のテレビアニメ『にゃんぱいあ The Animation』で監督を務めた吉松孝博が監督・絵コンテを担当し、同アニメの制作スタッフが再結集して制作された。

##### スタッフ（なめこのPV）
- 監督・絵コンテ - 吉松孝博
- 演出・撮影・編集 - 岩見英明
- グラフィック作成 - 上倉元
- 協力 - スティングレイ
- アニメーション制作 - GONZO

#### なめこのPV（2013）
2012年に公開された「なめこのPV」に続くプロジェクト。制作スタジオも映像のテイストも異なる3本の短編映像作品が制作され、YouTubeなどで公開された。

##### んふんふ杯 なめこの大運動会
障害物競走や玉入れをするなめこ達の様子を音楽に合わせて描く。2012年の『なめこのPV』に引き続き「にゃんぱいあ」スタッフによって制作された。2013年5月公開。

###### スタッフ（んふんふ杯 なめこの大運動会）
- 監督・絵コンテ - 吉松孝博
- 演出・撮影・編集 - 岩見英明
- グラフィック作成 - 上倉元
- 音楽 - 菊谷知樹
- 協力 - スティングレイ
- アニメーション制作 - GONZO

##### なめこスクールウォーズ
なめこのPVシリーズ初の実写作品である。小学校の校舎のような場所を舞台に実写のなめこ達がドタバタ劇を繰り広げる。2013年6月公開。

###### スタッフ（なめこスクールウォーズ）
- プロデューサー - 北浦嗣巳、北澤淳子
- 監督・構成 - 秋廣泰生
- 撮影 - 高橋義仁
- 照明 - 田村文彦
- 美術 - 木場太郎
- 操演 - 根岸泉
- 編集 - 矢船陽介
- 画コンテ - 橋爪謙始
- VFX - 泉谷修
- 音響効果 - 中島勝大（スワラプロ）
- アクション - 岡野弘之
- スーツアクター - 安達仁美、力丸佳大、矢崎大貴、丸田聡美、石川真之介
- 協力 - 多摩市、亀甲船、マーブリングファインアーツ、スワラプロ、日本エフェクトセンター
- 制作 - 円谷プロダクション

##### なめこ家の一族 〜おはようの巻〜
なめこ家の面々を歌に乗せて柔らかいタッチのアニメーションで描く。2013年7月公開。

###### スタッフ（なめこ家の一族 ～おはようの巻～）
- 監督 - 高松明子（THE DIRECTORS FARM）
- アニメーションディレクター - 小竹歩
- 映像制作 - 読広エンタテインメント、drop
- プロデューサー - 安藤盛治（フリュー）、遠藤輪香子（読広エンタテインメント）、古宇田英之（drop）
- 企画・制作 - フリュー

#### なめこ家の一族（OVA）
上記「なめこのPV 2013」第3弾の「なめこ家の一族 〜おはようの巻〜」をもとに新たに制作された全3巻13話のOVA。

##### スタッフ（OVA）
- 監督 - 高松明子
- アニメーションディレクター - 小竹歩
- 映像制作 - 読広エンタテインメント、drop
- プロデューサー - 安藤盛治、塩谷尚史、渡辺和哉、遠藤輪香子、古宇田英之
- 企画・製作 - フリュー
- キャラクター原案 - Beeworks、SUCCESS

##### DVD（OVA）
- なめこ家の一族 1巻 〜なめこ家よこんにちは〜（2013年12月20日発売 TDV-24105D）
- なめこ家の一族 2巻 〜なめこたちの予感〜（2014年4月16日発売 TDV-24106D）
- なめこ家の一族 3巻 〜素晴らしき哉、なめこ！〜（2014年7月16日発売 TDV-24107D）

#### テレビアニメ
『なめこ〜せかいのともだち〜』のタイトルでNHK Eテレ『ニャンちゅうワールド放送局』内のコーナーアニメとして2016年4月から2017年2月12日まで放送。
原作やアプリ版、OVAとも完全に独立した世界で「なめこの森」に訪れた世界中のなめこを、なめことその仲間たちが結成したチーム「NUR」（Namekonomori Universal Rangers）が案内するというあらすじ。各なめこにオリジナルの設定付け・声優キャストが付いているのが特徴。

##### キャスト（テレビアニメ）

###### レギュラーキャラクター（テレビアニメ）
- なめこ - 福原遥
- ラブなめこ - 種﨑敦美
- ペロ - 飯塚雅弓
- なめこ先輩 - 河本邦弘
- ロボなめこ - 宮田幸季

###### ゲストキャラクター（テレビアニメ）
- マカロンなめこ - 鈴村健一
- 激辛なめこ - 千葉繁
- なめリョーシカ - 上坂すみれ
- なめこフォンデュ - 藤井隼
- マッスルなめこ - 玄田哲章
- 黄金なめこ - 三宅健太
- つちのこなめこ - 小田柿悠太
- 宇宙なめこ - 野水伊織
- サーファーなめこ - 酒巻光宏
- ボード君 - 小田柿悠太
- ナーダムなめこ - 金光宣明
- 生春巻きなめこ - 阿澄佳奈
- ペンギンなめこ - 小林晃子
- 庭園なめこ - 根本圭子
- ライオンなめこ - 細谷カズヨシ
- オーロラなめこ - 米澤円
- 猛牛なめこ - 堂坂晃三
- ナメタクロース - 鈴木清信
- 吸血菌ナメキュラ - 太田哲治
- なめコーン - 寺崎裕香
- 島なめこ - 田所陽向

##### スタッフ（テレビアニメ）
- 原作 - ビーワークス、サクセス
- 監督 - わたなべひろし
- シリーズ構成 - 高橋ナツコ
- シナリオ協力 - 大崎知仁
- キャラクターデザイン - 河合真吾（ビーワークス）
- 音楽制作 - テレビ朝日ミュージック
- アニメーション制作 - スタジオディーン
- 製作 - なめこの森案内所（ビーワークス・サクセス・テレビ朝日ミュージック・スタジオディーン）

##### 各話リスト（テレビアニメ）
| 話数   | サブタイトル                           | 脚本       | 絵コンテ       | 演出         | CGアニメーション |
| ------ | -------------------------------------- | ---------- | -------------- | ------------ | ---------------- |
| 第1話  | ようこそ！なめこのもりへ               | 高橋ナツコ |                |              |                  |
| 第2話  | フランスからきたあま〜いなめこ         | 高橋ナツコ | わたなべひろし | 渡部穏寛     | DEEN digital     |
| 第3話  | アミーゴ！アミーゴ！激辛なめこ         | 松井亜弥   | 福島宏之       |              | しいたけデジタル |
| 第4話  | ふしぎなふしぎな なめリョーシカ        | 松井亜弥   | 福島宏之       |              | しいたけデジタル |
| 第5話  | ボクとペロのともだち記念日             | 高橋ナツコ | わたなべひろし |              | しいたけデジタル |
| 第6話  | チーズとろとろハッスルマッスル         | 待田堂子   | 福島宏之       |              | DEEN digital     |
| 第7話  | ねらわれた財宝？黄金なめこ             |            | 福島宏之       |              | DEEN digital     |
| 第8話  | つちのこなめこをさがせ！               | 松井亜弥   | 福島宏之       |              | DEEN digital     |
| 第9話  | ぴーぴぴぴ！こんにちは宇宙なめこ       | 待田堂子   | ボブ白旗       |              | しいたけデジタル |
| 第10話 | ぴーぴぴぴ！さようなら宇宙なめこ       | 待田堂子   | ボブ白旗       |              | しいたけデジタル |
| 第11話 | さすらいのサーファーなめこ             | 高橋ナツコ | わたなべひろし |              | しいたけデジタル |
| 第12話 | 強いぞ！なめこのおすもうさん           | 松井亜弥   | ボブ白旗       |              | DEEN digital     |
| 第13話 | 生春巻きファッションショー             | 松井亜弥   |                |              | DEEN digital     |
| 第14話 | ロボなめこ大ピンチ！！                 | 高橋ナツコ | 福島宏之       |              | しいたけデジタル |
| 第15話 | ロボなめこ大ふっかつ！！               | 高橋ナツコ | 福島宏之       |              | しいたけデジタル |
| 第16話 | 南極からきたペンギンなめこ             | 高橋ナツコ | 福島宏之       |              | DEEN digital     |
| 第17話 | 庭園なめことガーデニング               | 高橋ナツコ | わたなべひろし |              | しいたけデジタル |
| 第18話 | やさしい王さまライオンなめこ           | 松井亜弥   | 福島宏之       |              | DEEN digital     |
| 第19話 | 神秘のひかりオーロラなめこ             | 待田堂子   | 福島宏之       |              | しいたけデジタル |
| 第20話 | 猛牛なめこモーダッシュ！               | 松井亜弥   | 福島宏之       |              | DEEN digital     |
| 第21話 | あわてんぼうのナメタクロース           | 高橋ナツコ | 福島宏之       |              | しいたけデジタル |
| 第22話 | 吸血菌ナメキュラ現る                   | 待田堂子   | わたなべひろし |              | しいたけデジタル |
| 第23話 | コーンニチハ！コーン大好き！なめコーン | 松井亜弥   | 福島宏之       |              | しいたけデジタル |
| 第24話 | バリバリアピール島なめこ               | 待田堂子   |                | DEEN digital |                  |
| 第25話 | ぴーぴぴぴ！帰ってきた宇宙なめこ       | 高橋ナツコ | わたなべひろし | DEEN digital |                  |
| 最終話 | ぴーぴぴぴ！みんなともだち宇宙なめこ   | 高橋ナツコ |                | DEEN digital |                  |